# Lizzella hyalina
Lizzella hyalina är en nässeldjursart som först beskrevs av Van Beneden 1866.  Lizzella hyalina ingår i släktet Lizzella och familjen Bougainvilliidae. Inga underarter finns listade i Catalogue of Life.